# Kleine of Nieuwe Sint-Albertpolder
De Kleine of Nieuwe Sint-Albertpolder (ook: Sas van Gentpolder) is een polder ten noorden van Sas van Gent in de Nederlandse provincie Zeeland. De polder behoort tot de Polders van Albert en Isabella.
De polder is ontstaan door indijking van de schorren ten noorden van de Groote of Oude Sint-Albertpolder. Zulks geschiedde in 1805 door de Compagnie Blémont. Deze schorren lagen in een bocht van het Sassche Gat, dat van Sas van Gent naar Philippine liep. De polder is 72 ha groot.